# 小行星6648
小行星6648（英語：6648）是一颗围绕太阳公转的小行星。1991年8月9日，亨利·E·霍爾特在帕洛马山发现了此天体。
这颗小行星的绝对星等为34.05525655263897等。